# Giovanni Batista Orsi
Giovanni Batista Orsi (auch: Giovanni Battista Orsi; * um 1600 in San Fedele Intelvi; † vor 1641 in Böhmen ?) war ein italienischer Baumeister und Architekt des Barock in Prag und Wien.

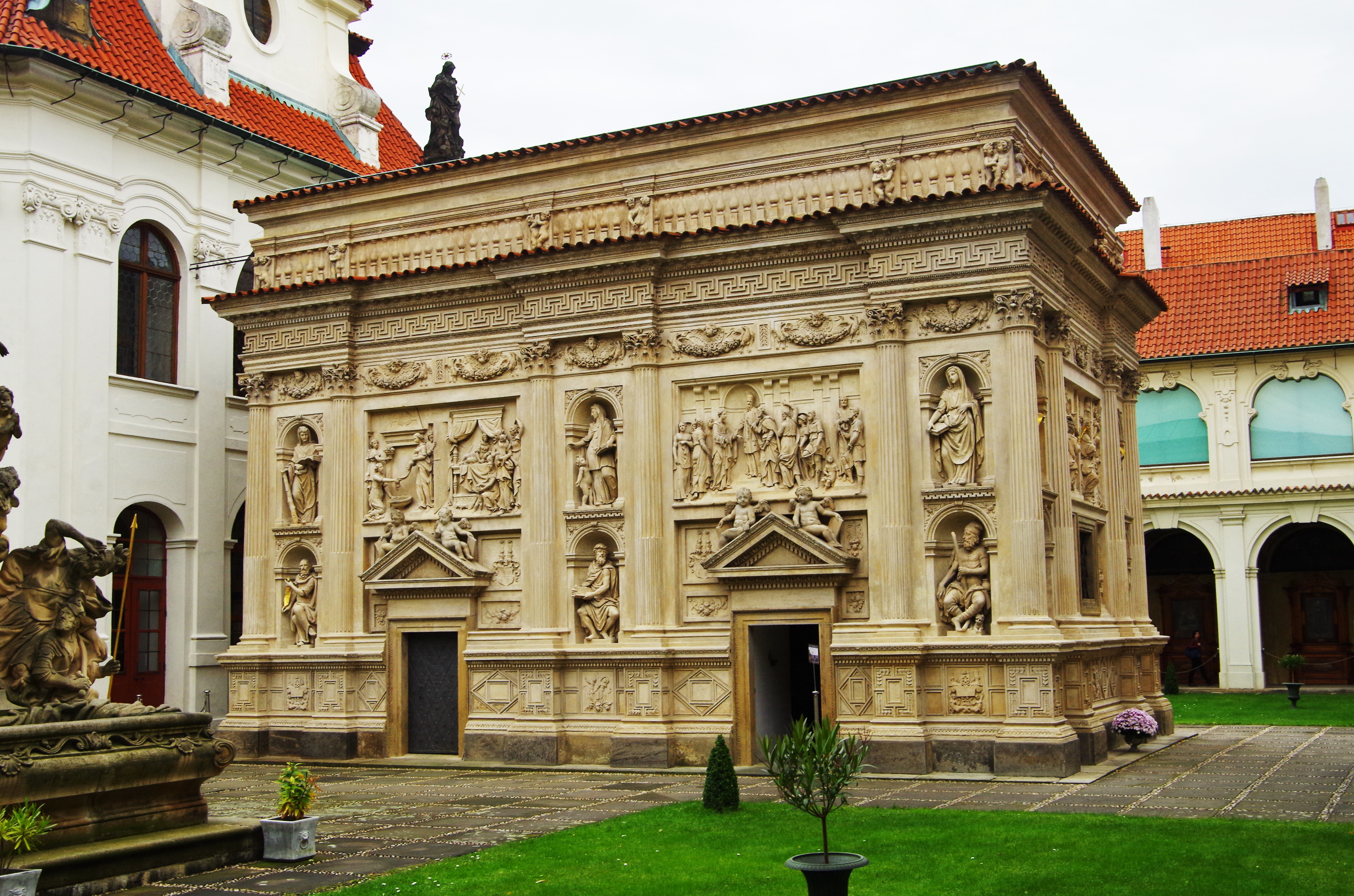
Giovanni Batista Orsi: Santa Casa im Klosterhof von Loreto, Prag 1627

## Leben und Wirken
Er stammte aus dem italienischen San Fedele Intelvi. Dort heiratete er am 14. Februar 1627. Bald darauf wird er nach Prag gezogen sein. Spätestens 1634 muss er in Wien ansässig gewesen sein, denn dort wurde in diesem Jahr sein Sohn Giovanni Domenico Orsi de Orsini (auch: Giovanni Domenico Orsi) geboren, der später als Architekt in Böhmen wirkte. Giovanni Batistas Frau hieß Lucia und war eine geborene Retacco. 1641 war er verstorben, denn seine Witwe heiratete in diesem Jahr den Baumeister und Landsmann Andrea Allio den Jüngeren.

## Wirken
Sein Wirken ist bislang nur an einem einzigen Ort nachweisbar: Als Architekt und Baumeister war er am 1626 in der Nähe des Kapuzinerklosters im Prager Hradschinviertel begonnenen Bau des Loreto-Klosters beteiligt. Er baute dort unter anderem nach dem italienischen Vorbild die Loretokapelle, die Casa Santa, die 1627 fertiggestellt war.